# Timarete gibbosa
Timarete gibbosa är en ringmaskart som först beskrevs av Moore 1903.  Timarete gibbosa ingår i släktet Timarete och familjen Cirratulidae. Inga underarter finns listade i Catalogue of Life.